# Erčege
Erčege (en serbe cyrillique : Ерчеге) est un village de Serbie situé dans la municipalité d’Ivanjica, district de Moravica. Au recensement de 2011, il comptait 150 habitants.

## Démographie
| 1948 | 1953 | 1961 | 1971 | 1981 | 1991 | 2002 | 2011 |
| ---- | ---- | ---- | ---- | ---- | ---- | ---- | ---- |
| 878  | 927  | 968  | 766  | 474  | 286  | 200  | 150  |

|  |